# Nikolaos Frousos
Nikolaos Frousos (en griego: Νίκος Φρούσος) (Kyparissia, Grecia, 29 de abril de 1974) es un futbolista internacional griego. Juega de delantero y su equipo actual es el Anorthosis Famagusta.

## Biografía
Nikolaos Frousos empezó su carrera profesional en el Ionikos FC en 1992. En 2000 llega a la final de la Copa de Grecia, aunque finalmente el título fue a para al AEK de Atenas, que se impuso en la final por tres goles a cero.
Ese mismo verano ficha por el PAOK Salónica FC. Con este equipo gana dos Copas de Grecia.
En la temporada 2003-04 regresa de nuevo al Ionikos FC, y al año siguiente firma un contrato con su actual club, el Anorthosis Famagusta de Chipre. En la temporada 2004-05 marcó 17 goles en liga, quedándose a solo tres del máximo goleador del campeonato, Łukasz Sosin. Al año siguiente marcó 16 tantos. Con este equipo se proclama campeón de Liga en dos ocasiones. También gana un título de Copa. En la temporada 2008-09 el equipo participó en la fase final de la Liga de Campeones de la UEFA, siendo el primer equipo de Chipre en conseguirlo. Nikolaos Frousos debutó en la fase final de esa competición el 22 de octubre en un partido contra el Inter de Milán, cuando saltó al campo en el minuto 89 sustituyendo a su compañero Siniša Dobrasinović.

## Selección nacional
Ha sido internacional con la Selección de fútbol de Grecia en 7 ocasiones. Su debut con la camiseta nacional se produjo el 5 de junio de 1999 en el partido Georgia 1-2 Grecia, cuando saltó al campo en el minuto 46 en sustitución de su compañero Kostas Konstantinidis.

## Clubes
| Club                 | País   | Año       |
| -------------------- | ------ | --------- |
| Ionikos FC           | Grecia | 1992-2000 |
| PAOK Salónica FC     | Grecia | 2000-2003 |
| Ionikos FC           | Grecia | 2003-2004 |
| Anorthosis Famagusta | Chipre | 2004-     |

## Títulos
- 2 Copas de Grecia (PAOK Salónica FC, 2001 y 2003)
- 2 Ligas de Chipre (Anorthosis Famagusta, 2005 y 2008)
- 1 Copa de Chipre (Anorthosis Famagusta, 2007)
- 1 Supercopa de Chipre (Anorthosis Famagusta, 2007)